# USS Lake Champlain (CV-39)
O USS Lake Champlain (CV-39) foi um porta-aviões da Marinha dos Estados Unidos, pertencente à Classe Ticonderoga.

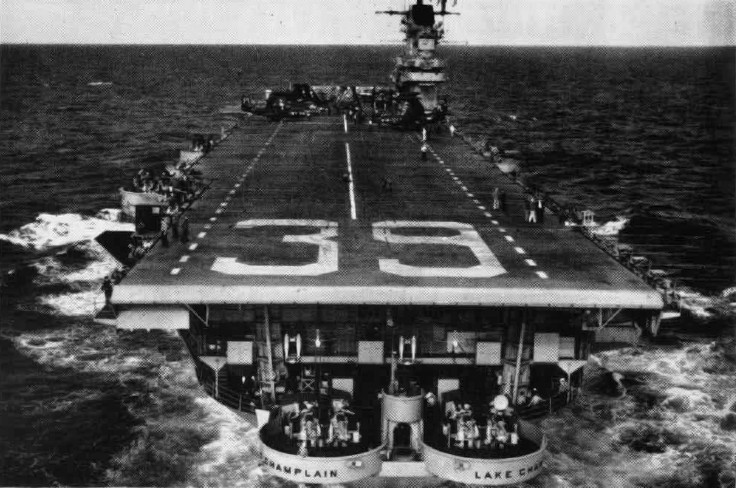
USS Lake Champlain (CV-39) 1953
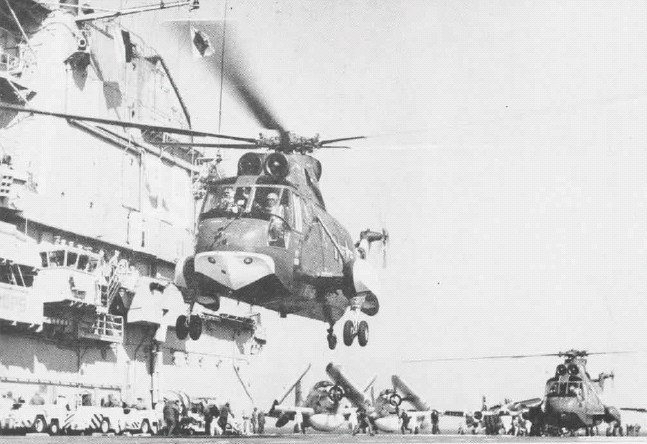
Dois helicópteros Sikorsky HSS-2 Sea King em treino a bordo do Lake Champlain.